# (21582) Arunvenkataraman
(21582) Arunvenkataraman est un astéroïde de la ceinture principale.

## Description
(21582) Arunvenkataraman est un astéroïde de la ceinture principale. Il fut découvert le 17 septembre 1998 à la station Anderson Mesa par le programme LONEOS. Il présente une orbite caractérisée par un demi-grand axe de 2,66 UA, une excentricité de 0,13 et une inclinaison de 2,2° par rapport à l'écliptique.

## Compléments